# ゴンサロ・デ・ベニート・セカデス
ゴンサロ・デ・ベニート・セカデス（Gonzalo de Benito Secades、1951年11月15日 - ）は、スペインの外交官、特命全権大使、外務副大臣（セクレタリオ・デ・エスタド）。これまでスイス、アラブ首長国連邦に駐箚したことがあり、2014年から2018年にかけて駐日大使を務めていた。

## 経歴
マドリード出身。法学士の学位を取得したのち、1979年より外交界でのキャリアを歩み始める。スペインの外交官として、ルクセンブルクとフランスでの勤務を命ぜられた。移民局、難民局、旅券局の次長、および外交総局の人事局次長も務めている。1992年、在ヒューストン総領事館の総領事に任命され、その後、在ペルー大使に任命された。2000年、外務大臣官房長および外務次官相談役になった。2003年1月、在スイス連邦大使に任命され、2008年8月から2009年にかけては、地方選挙における非EU外国人の選挙参加交渉のための特命大使を務めた。2009年4月から2012年1月にかけては、マヌエル・ピニェイロ・ソウトから引き継いで、在アラブ首長国連邦大使として在任した。
2012年から2014年にかけて外務副大臣（セクレタリオ・デ・エスタド）、加えてその任を終えた日から駐日大使を務めている。翌2015年1月15日、皇居で信任状を捧呈。大使の任務は、ホルヘ・トレド・アルビニャーナが後任として指名された2018年10月に終了した。

## 受賞歴
- イサベル・ラ・カトリカ女王勲章（スペイン語版、英語版）（スペイン王国、2014年12月26日）[4]
- 旭日大綬章（日本国、2018年10月5日[5]）